# We (альбом EXID)
We (с англ. — «Мы») — пятый мини-альбом южнокорейской гёрл-группы EXID. Альбом был выпущен 15 мая 2019 года лейблом Banana Culture. Мини-альбом знаменует их последний релиз в качестве группы в Южной Корее после того, как было объявлено, что группа уйдёт на бессрочный перерыв.

## Предпосылки
3 мая 2019 года Banana Culture объявила, что Хани и Чонхва решили не продлевать свои контракты с агентством. Между тем, LE, Сольчжи и Херин решили продлить свои контракты с агентством, заявив, что группа не будет расформирована.
В тот же день Banana Culture сообщил, что группа выпустит свой пятый мини-альбом 15 мая, и после выпуска и продвижения этого альбома группа возьмет бессрочный перерыв. Было также отмечено, что участники Хани и Чонхва согласились участвовать в продвижении альбома.
6 мая была выпущена расписание возвращения, заявив, что альбом будет выпущен 15 мая, и будет проведен шоукейс. Также был раскрыт полный трек-лист.

## Коммерческий успех
Альбом дебютировали на 8-й строчке в американском мировом альбомном чарте за неделю, закончившуюся 25 мая 2019 года. Это их пятый альбом в чарте и их четвёртый топ-10.
Альбом был 15-м самым продаваемым альбомом в мае 2019 года с 24,423 проданными физическими копиями.

## Трек-лист
| №                   | Название                     | Текст песни                                    | Музыка                           | Arrangement         | Длительность |
| ------------------- | ---------------------------- | ---------------------------------------------- | -------------------------------- | ------------------- | ------------ |
| 1.                  | «Me & You»                   | Shinsadong Tiger Beverly Kidz LE               | Shinsadong Tiger Beverly Kidz LE | Shinsadong Tiger    | 3:24         |
| 2.                  | «We Are..»                   | Shinsadong Tiger LE Solji Hani Hyelin Jeonghwa | Shinsadong Tiger LE              | Shinsadong Tiger    | 3:52         |
| 3.                  | «The Vibe» (아끼지마)        | Shinsadong Tiger LE                            | Shinsadong Tiger LE              | Shinsadong Tiger    | 3:22         |
| 4.                  | «How You Doin'» (어떻게지내) | Beverly Kidz LE                                | Beverly Kidz LE                  | Beverly Kidz        | 3:07         |
| 5.                  | «Midnight» (나의밤)          | Changhyun (Trei) LE                            | Changhyun (Trei) LE              | Changhyun (Trei)    | 3:34         |
| 6.                  | «Lady» (Urban Mix)           | Shinsadong Tiger LE V!VE                       | Shinsadong Tiger LE              | Shinsadong Tiger    | 3:24         |
| 7.                  | «Me & You» (instrumental)    |                                                | Shinsadong Tiger Beverly Kidz LE | Shinsadong Tiger    | 3:24         |
| Общая длительность: | Общая длительность:          | Общая длительность:                            | Общая длительность:              | Общая длительность: | 24:07        |

## Чарты
| Чарты (2019)                 | Высшая позиция |
| ---------------------------- | -------------- |
| French Digital Albums (SNEP) | 133            |
| South Korean Albums (Gaon)   | 3              |
| US World Albums (Billboard)  | 8              |